# Arabis alpina
Arabis alpina es una especie de planta herbácea perteneciente a la familia de las brasicáceas.

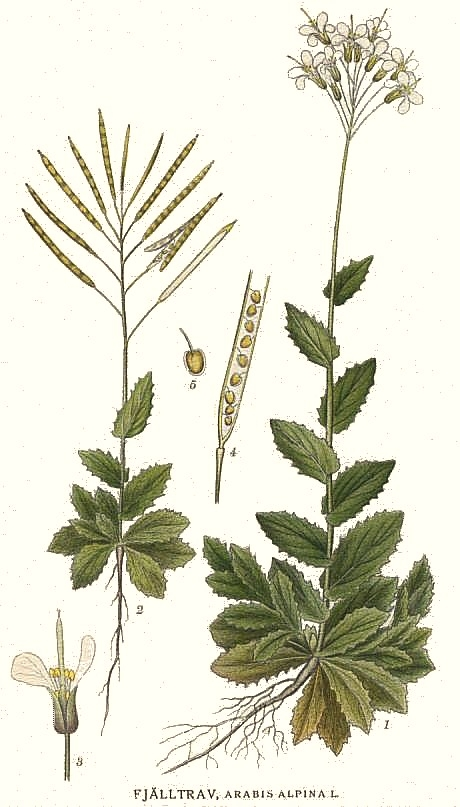
Ilustración

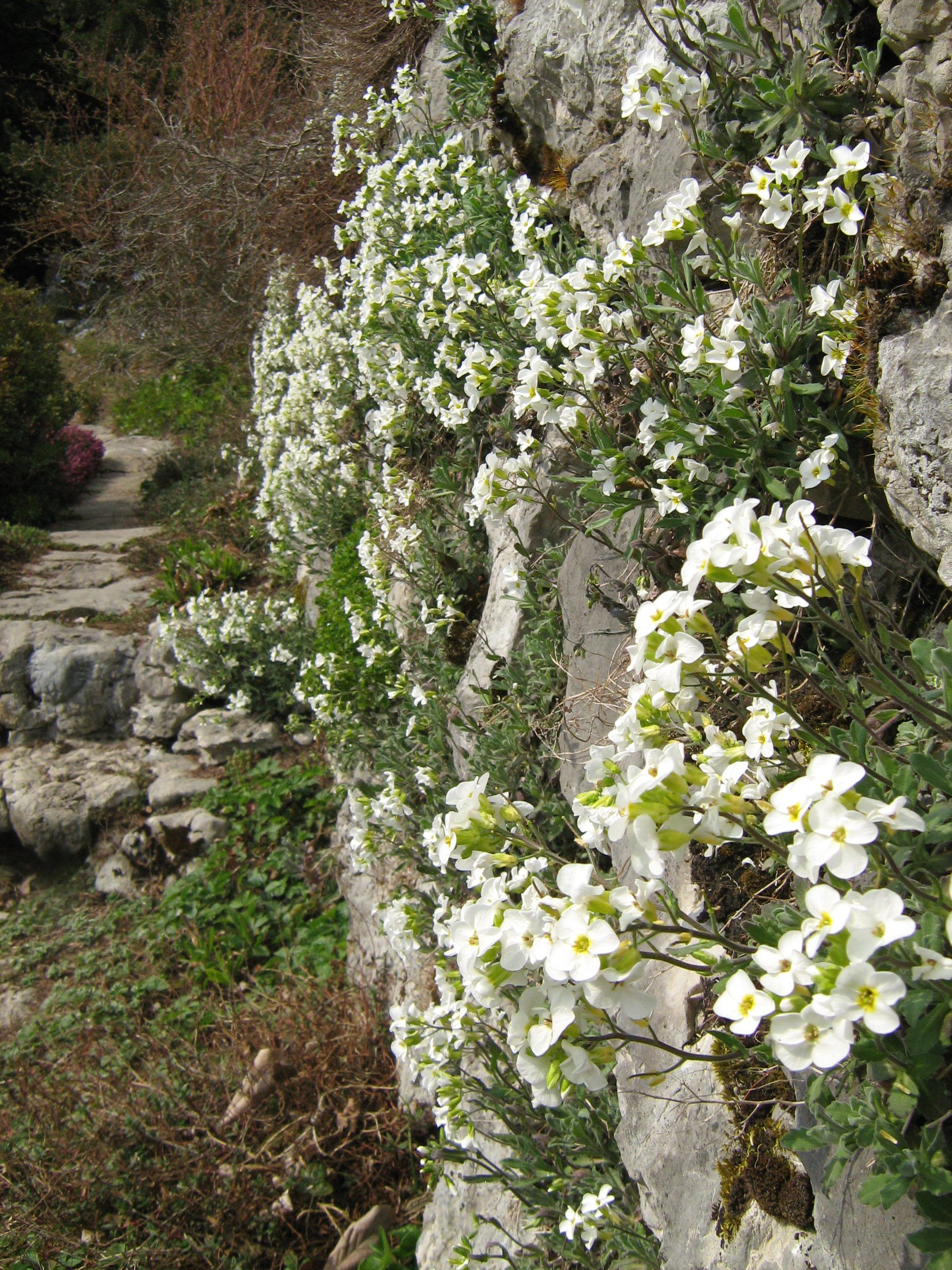
En su hábitat

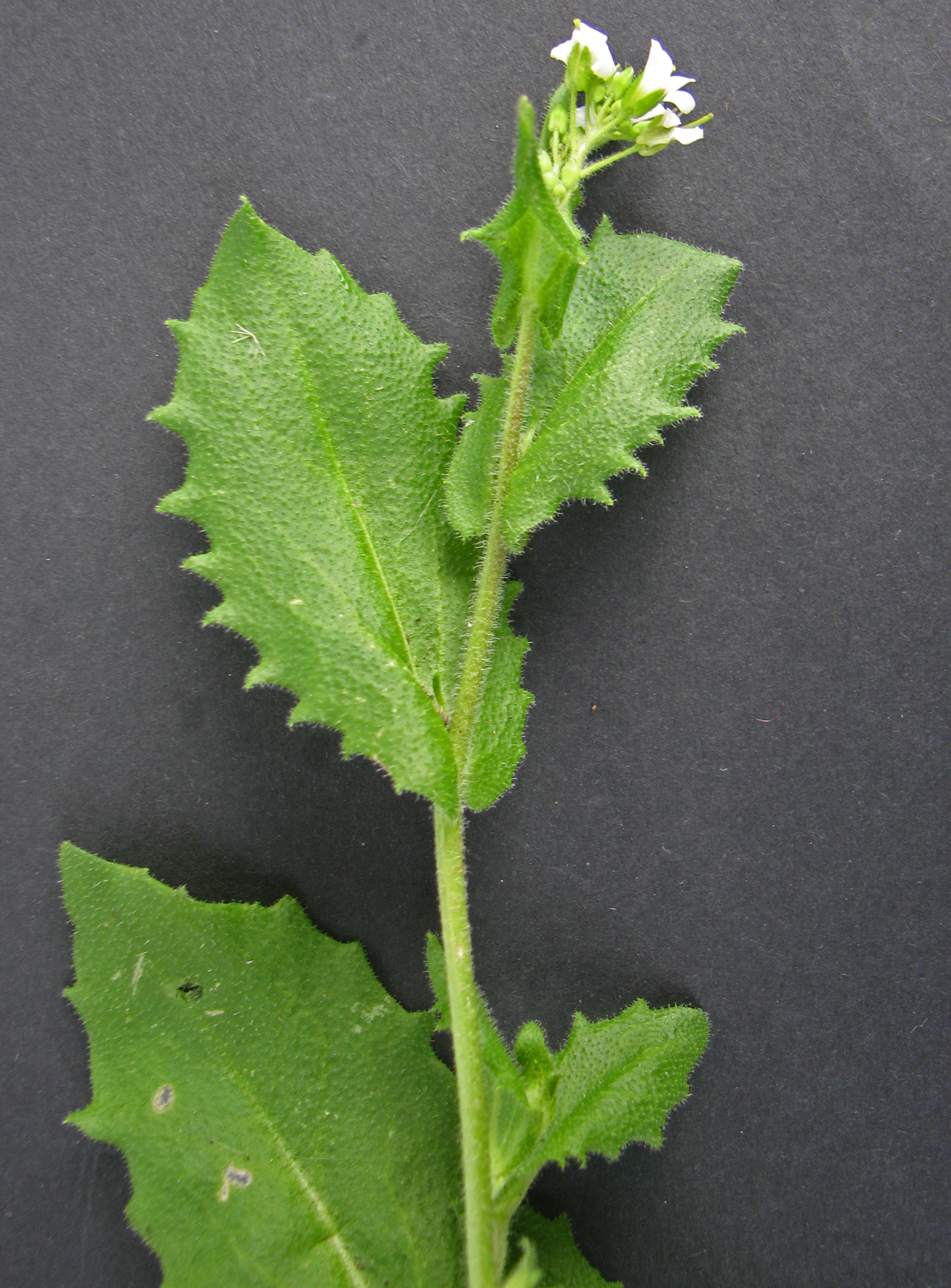
Hojas

## Distribución geográfica
Crece en áreas montañosas de Europa, norte de África, centro y este de Asia y en parte de Norteamérica. En las islas británicas se encuentra en algunas localidades en Cuillin Ridge de la isla de Skye.

## Descripción
Es una planta herbácea que alcanza los 4 dm de altura y que es coronada con una cabeza de flores blancas con cuatro pétalos. Las hojas en una roseta basal son largas y fuertemente dentadas.

## Hábitat
A. alpina crece en graveras húmedas y a menudo en tierras calizas.
A. alpina se cree se originó en Asia Menor hace 2 millones de años. Desde donde emigró al este de África (hace 500 000 años), donde crece aún en las altas montañas, la más alta diversidad se encuentra en Asia Menor;.

## Taxonomía
El género fue descrito por Carlos Linneo y publicado en Species Plantarum 2: 664. 1753.
Citología
Número de cromosomas de Arabis alpina (Fam. Cruciferae) y táxones infraespecíficos: 2n=16
Etimología
Arabis: nombre genérico que deriva de la palabra griega usada para "mostaza" o "berro", y la palabra griega para Arabia, quizás refiriéndose a la capacidad de estas plantas para crecer en suelos rocosos o arenosos.
alpina: epíteto latino que significa "de los montes".
Variedades
- Arabis alpina subsp. alpina
- Arabis alpina subsp. caucasica  (Willd. ex Schltr.) Briq.
- Arabis alpina  L.
- Arabis alpina subsp. cantabrica (Leresche & Levier) Greuter & Burdet
- Arabis alpina subsp. lerchenfeldiana  (Schur) Nyman
- Arabis alpina var. clusiana  (Schrank) DC.
- Arabis alpina var. corsica  Rouy & Foucaud
- Arabis alpina var. crispata  (Willd.) Rouy & Foucaud
- Arabis alpina var. declinata  (Tausch) Rouy & Foucaud
- Arabis alpina var. saxeticola  (Jord.) Rouy & Foucaud
- Arabis alpina var. verlotii  Rouy & Foucaud
- Arabis alpina  hort.

Sinonimia
- Arabis albida  J.Jacq.
- Arabis cantabrica Leresche & Levier
- Arabis caucasica Willd.
- Arabis crispata Willd.
- Arabis merinoi Pau[5]
- Arabidium alpestre Spach
- Arabidium alpinum (L.) Fourr.
- Arabidium saxeticolum (Jord.) Fourr.
- Arabis canescens Brocchi
- Arabis clusiana Schrank
- Arabis grandiflora Royle ex Hook.f. & Thomson
- Arabis arispia Royle ex Hook.f. & Thomson
- Arabis incana Moench
- Arabis janitrix Quézel
- Arabis lechenfeldiana Schur
- Arabis leptocarpaea Fisch. ex Rchb.
- Arabis linneana Wettst.
- Arabis minor DC.
- Arabis monticola Jord.
- Arabis moschata Rchb.
- Arabis añada Simonk.
- Arabis obtusifolia Schur
- '[[Arabis pieninica Wol.
- Arabis saxeticola Jord.
- Arabis undulata Link
- Crucifera arabis Y.H.L.Krause
- Erysimum wettsteinianum]]  Kuntze
- Stevenia incana Andrz. ex DC.
- Turrita alpestris Bubani[6]